# تراموا مینسک
تراموا مینسک (انگلیسی: Trams in Minsk) سیستم تراموا در شهر مینسک، بلاروس است.
این تراموا که در سال ۱۸۹۲ تأسیس شده دارای ۱۰ خط، ۵۰ ایستگاه و  ۶۲٫۸ کیلومتر طول می‌باشد.

## نگارخانه

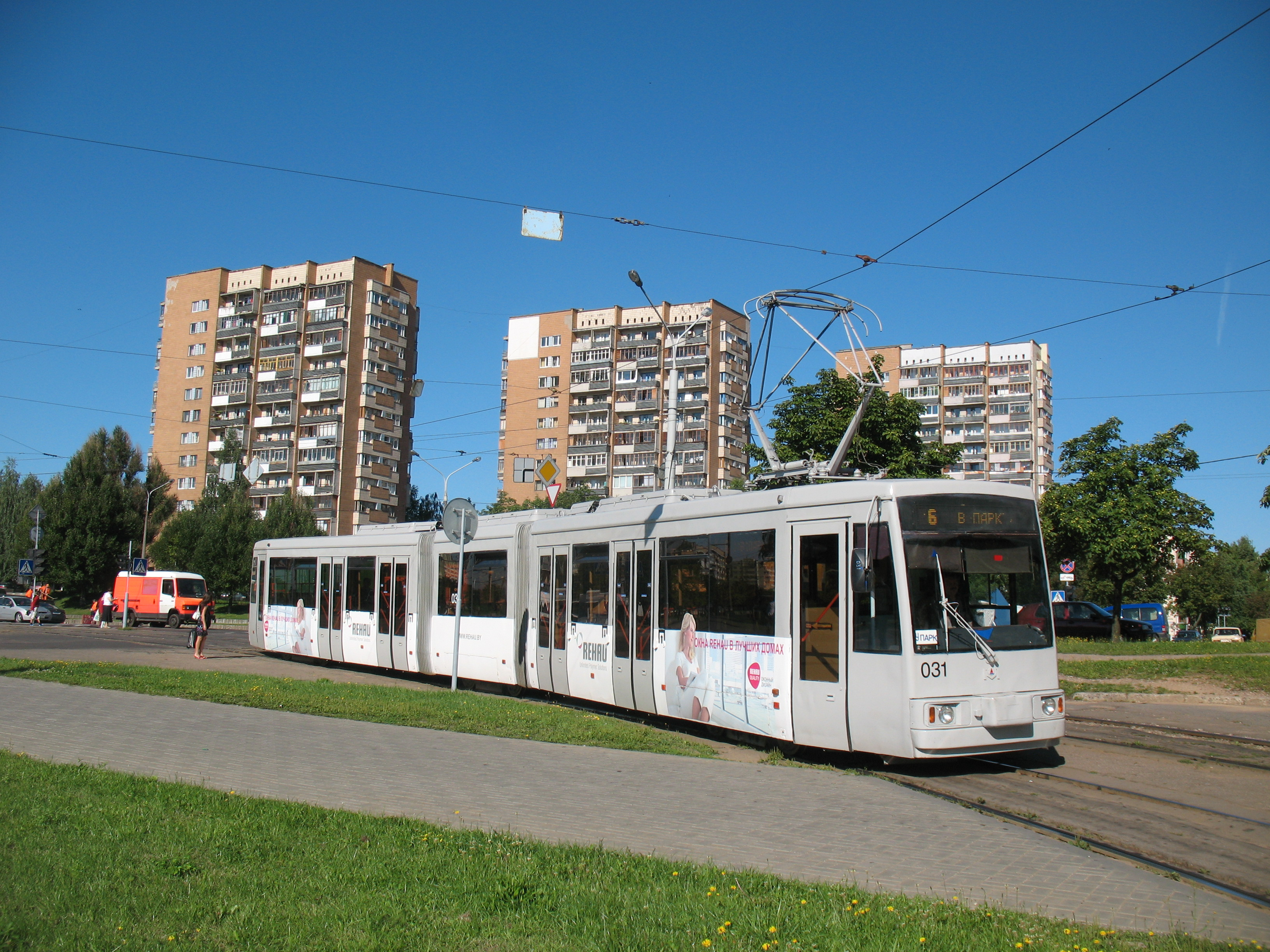
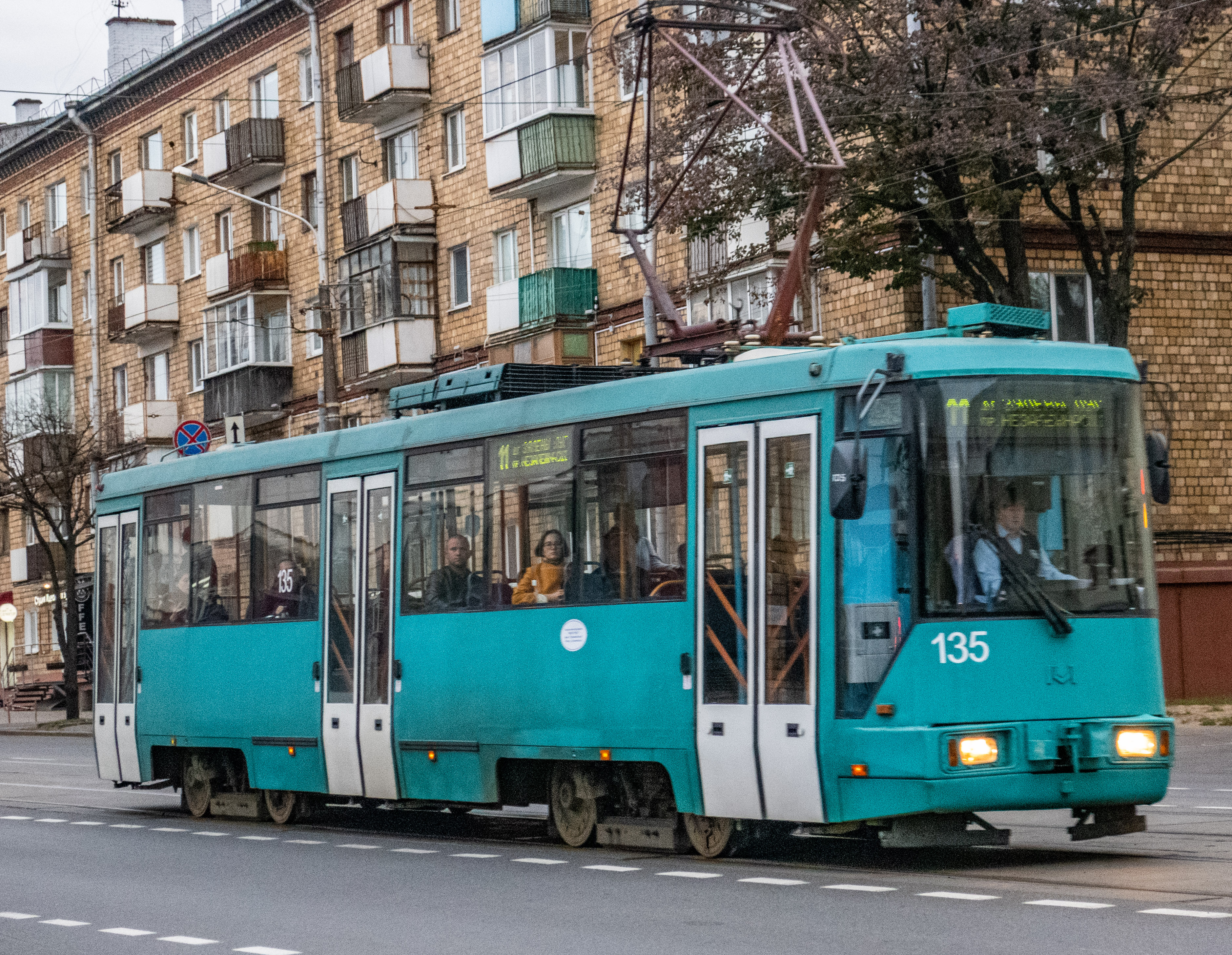
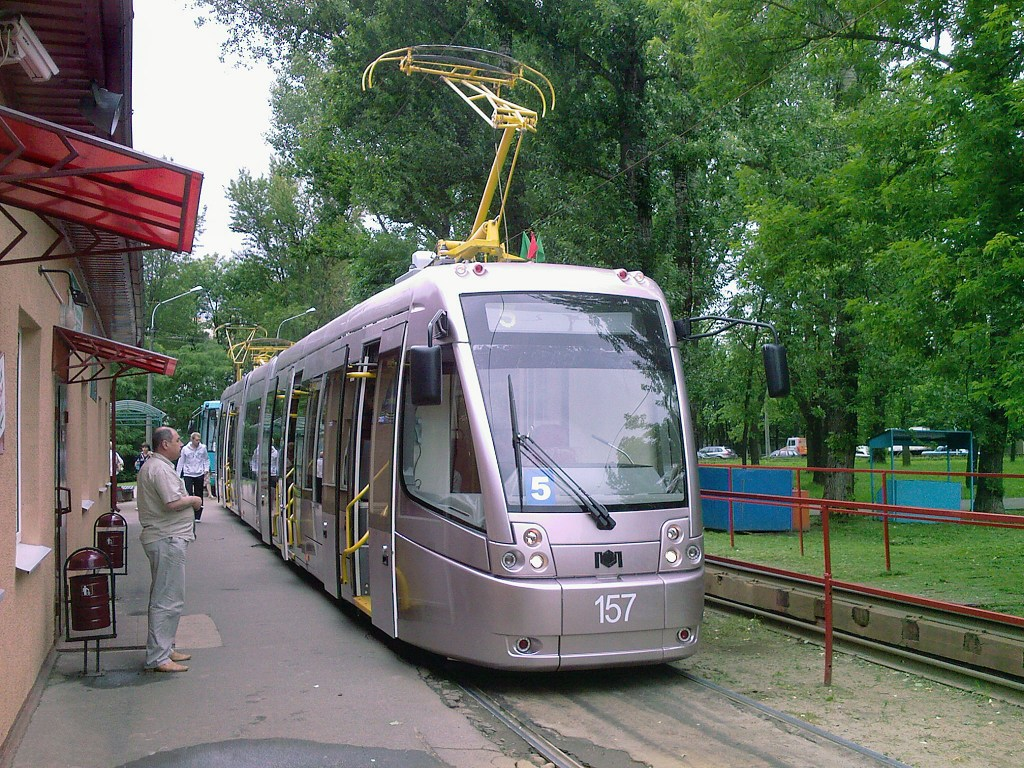
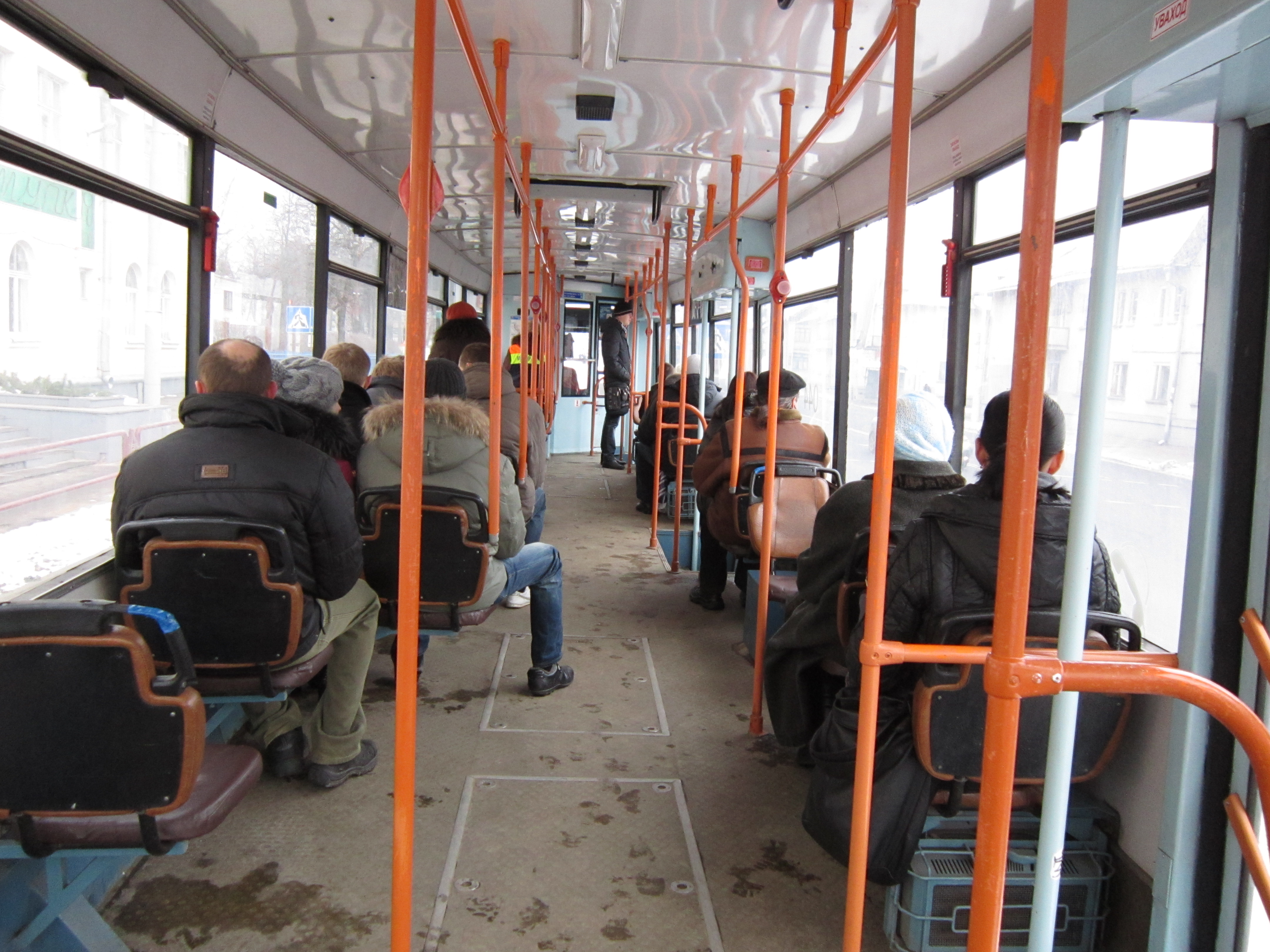